# Hunanzhen Shuiku
Hunanzhen Shuiku (kinesiska: 湖南镇水库) är en reservoar i Kina. Den ligger i provinsen Zhejiang, i den östra delen av landet, omkring 220 kilometer sydväst om provinshuvudstaden Hangzhou. Hunanzhen Shuiku ligger 205 meter över havet. Arean är 14,9 kvadratkilometer. I omgivningarna runt Hunanzhen Shuiku växer i huvudsak blandskog. Den sträcker sig 14,4 kilometer i nord-sydlig riktning, och 11,9 kilometer i öst-västlig riktning.
Genomsnittlig årsnederbörd är 2 542 millimeter. Den regnigaste månaden är juni, med i genomsnitt 518 mm nederbörd, och den torraste är oktober, med 41 mm nederbörd.